# Kampevoll
Kampevoll est une localité du comté de Troms, en Norvège.

## Géographie
Administrativement, Kampevoll fait partie de la kommune de Tranøy.